# Australischer Zwergtaucher

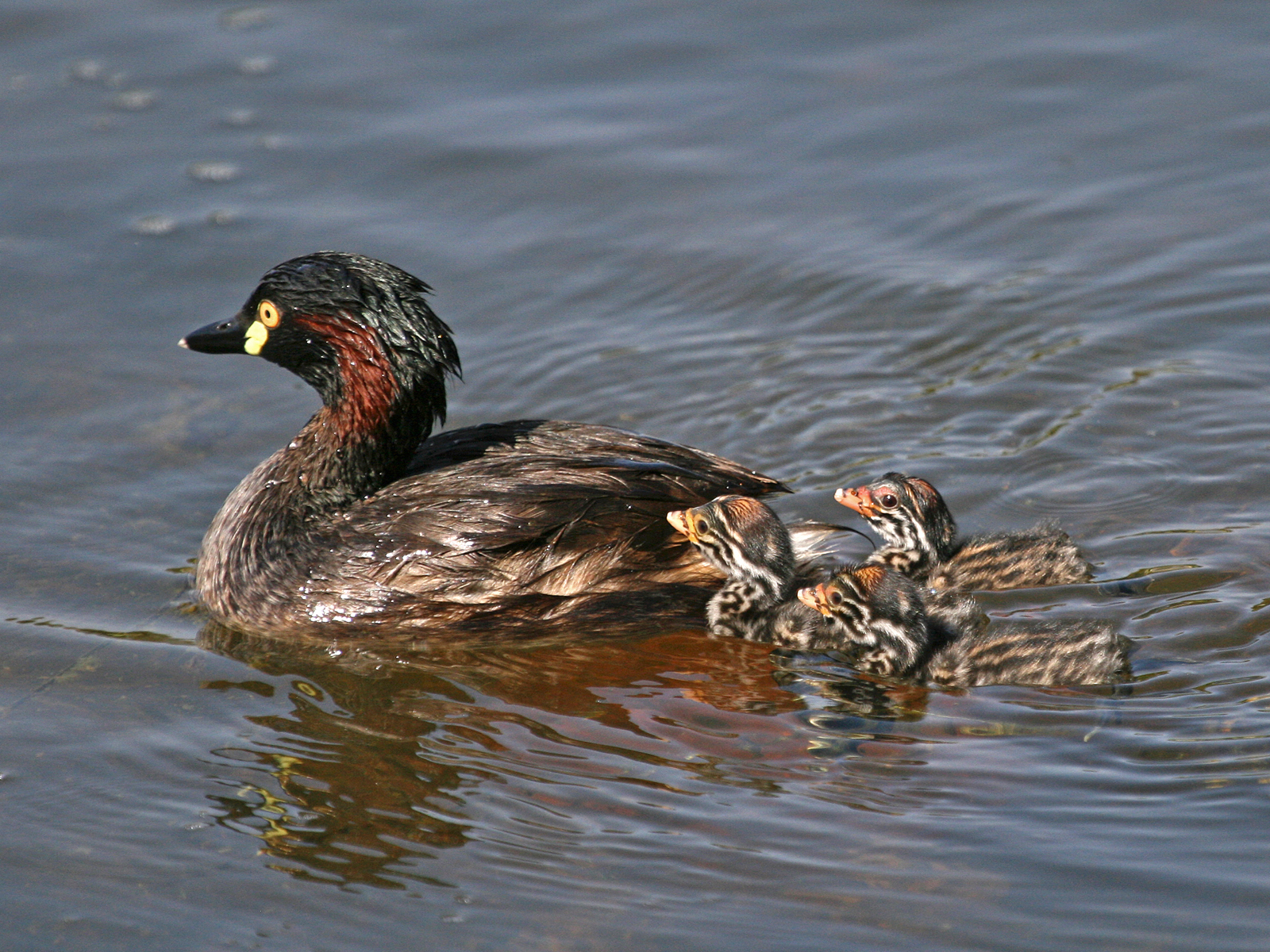
Australischer Zwergtaucher mit Jungvögeln

Der Australische Zwergtaucher (Tachybaptus novaehollandiae) ist eine Vogelart aus der Familie der Lappentaucher. Er gehört zu den besonders kleinen Vertretern der Familie. Die Art kommt in Australien und auf Tasmanien sowie in Teilen Neuguineas vor. In Neuseeland ist die Art seit 1969 eingeführt. Entsprechend der Clements Checklist of Birds of the World wird heute (August 2017) von sieben Unterarten ausgegangen.
Der genaue Bestand der Art ist nicht bekannt. Sie wird jedoch von der IUCN als nicht gefährdet (least concern) eingestuft.

## Erscheinungsbild
Australische Zwergtaucher erreichen eine Länge von 23 bis 25 Zentimetern. Die Flügelspannweite beträgt 39 Zentimeter. Das Gewicht variiert zwischen 100 und 230 Gramm. Ein Geschlechtsdimorphismus ist nur gering ausgeprägt. Die Männchen sind durchschnittlich etwas größer als die Weibchen und weisen einen etwas kräftigeren Schnabel auf.
Im Prachtkleid haben Australische Zwergtaucher einen schwarzen, grünglänzenden Oberkopf, die Grünfärbung reicht bis zu den Augen. Der schwarze Kehlfleck ist groß und wird von den kastanienbraunen Kopfseiten begrenzt. Diese Braunfärbung reicht bis zu den Ohrdecken und bis zum hinteren Nacken. Der Hinterhals sowie die Körperoberseite sind rußschwarz. Der Hals ist dunkel graubraun. Die Brust ist etwas heller Grau und weist rußfarbene Sprenkel auf. Bei einigen Individuen finden sich außerdem auch beigebraune Sprenkel im Brustgefieder. Der Bauch ist silbrig weiß. Die Augen sind orange-gelb, vor dem Auge verläuft ein kräftiger weißgelblicher Strich, der stark mit dem dunklen Gesicht und Schnabel kontrastiert. Der Schnabel ist an der Basis grauschwarz und hellt an der Spitze weißlich auf.
Im Ruhekleid ist der Oberkopf dunkel graubraun. Der übrige Kopf ist etwas heller mit einem gelblich braunen Ton auf den Ohrflecken. Der Rest des Gefieders gleicht dem Brutkleid, allerdings sind die Körperseiten und die Flanken etwas bräunlicher. Die Augen sind außerhalb der Brutzeit orange. Der Schnabel ist in dieser Zeit bläulich weiß bis gelblich. Noch nicht geschlechtsreife Jungvögel tragen ein Federkleid, das dem Ruhekleid ähnelt. Ihr Kopf ist jedoch kräftig schwarzbraun und gelblich braun gestreift.
Verwechslungsmöglichkeiten bestehen vor allem mit dem Haarschopftaucher. Jungvögel und Adulte im Schlichtkleid beider Arten sind bei Feldbeobachtungen kaum zu unterscheiden. Beim Australischen Zwergtaucher verläuft die Linie, die den dunklen Oberkopf vom helleren Gesicht trennt, auf Augenhöhe, beim Haarschopftaucher dagegen unterhalb des Auges. Der Australische Zwergtaucher hat außerdem ovale Nasenlöcher, während diese beim Haarschopftaucher länglich sind. Der Maoritaucher ist etwas größer als der Australische Zwergtaucher und in allen Kleidern auf der Körperoberseite dunkler. Er ist außerdem von der Kinn bis zur Brust auffallend kastanienbraun und ihm fehlt der gelbe Augenfleck.

## Verbreitung und Lebensraum

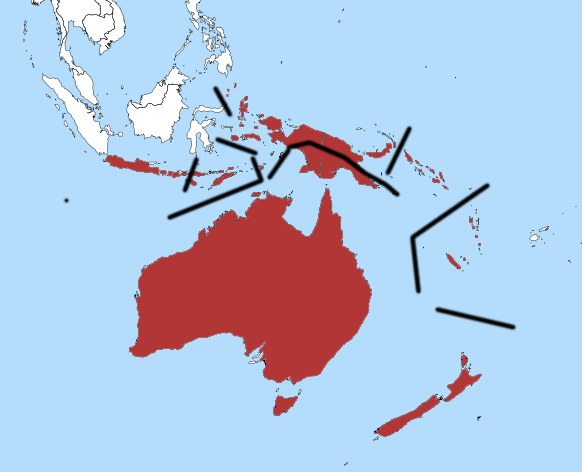
Verbreitungsgebiet

Der Australische Zwergtaucher besiedelt neben Australien, Tasmanien und Neuguinea auch einige kleinere Inseln. Dazu gehören Sepik und Bulol im Norden von Neuguinea, die Rennell-Insel, Vanuatu und die Neuen Hebriden sowie Santa Maria (Gaua), Dolphin, Espiritu Santo und Oba Is sowie Sangihe und Talaud. Es gibt auch einige Sichtungen auf Supul und Timor sowie auf Java. Von der IUCN wird das Verbreitungsgebiet auf insgesamt etwa 2,96 Millionen Quadratkilometer geschätzt. In Neuseeland wurden die ersten Vögel im April 1968 beobachtet, bis zum Ende des 20. Jahrhunderts bestanden kleine Brutpopulationen sowohl auf der neuseeländischen Süd- als auch auf der Nordinsel.
In Australien ist der Australische Zwergtaucher verhältnismäßig häufig und weit verbreitet. Die größten Bestände auf dem australischen Kontinent finden sich im Südosten und Osten sowie im Südwesten. Die Art nutzt alle möglichen Arten von Feuchtgebieten. Das reicht von größeren Viehtränken über ruhig fließende Flussabschnitte und unbewachsene Wasserflächen in Sümpfen und Marschland bis zu großen offenen Seen. Feuchtgebiete, die keinen hinreichenden Sichtschutz bieten, werden vorwiegend außerhalb der Brutzeit genutzt. Zur Brut werden bevorzugt permanente, nahrungsreiche Gewässer genutzt. Die Wanderbewegungen des Australischen Zwergtauchers sind bislang nicht hinreichend untersucht. Vermutlich ist er im Osten und Südwesten Australiens ein Standvogel, während er im Norden Australiens ein Zugvogel ist. Im australischen Landesinneren zieht er vermutlich in Abhängigkeit von Regenfällen und Wasserstand. Im Norden Australiens werden die meisten Australischen Zwergtaucher während der Trockenzeit beobachtet. Aus der verhältnismäßig wenigen Jahren zurückliegenden Besiedelung Neuseelands und der raschen Ausbreitung dort schließt man, dass der Australische Zwergtaucher in der Lage ist, weit zu ziehen.
Verglichen mit dem Haarschopftaucher nutzt der Australische Zwergtaucher eher kleinere Gewässer und solche, die eine höhere Vegetationsdichte haben. Er hält sich außerdem häufiger im Randbereich des Gewässers als auf dem offenen Wasser auf. Auf Brack- und Salzwasser ist er deutlich weniger häufig zu finden als der Haarschopftaucher. Er ist insbesondere zur Brutzeit auf eine ausgedehnte Schwimmpflanzenvegetation angewiesen.

## Nahrung und Nahrungserwerb
Das Nahrungsspektrum besteht überwiegend aus verschiedenen Insekten und anderen Wirbellosen. Dazu gehören Wasserkäfer und ihre Larven und Schnecken. Eine besonders große Rolle im Nahrungsspektrum spielen Schnabelkerfen. Daneben werden aber auch kleine Fische gefressen. Für die Nahrungssuche suchen Australische Zwergtaucher bevorzugt klares Wasser auf. Sie wagen sich allerdings meist nicht mehr als eine Tauchlänge von einer Deckung bestehend aus Schwimmpflanzen oder dem Schilfgürtel des Ufers auf die offene Wasserfläche. Generell variiert die Art der Nahrungssuche mehr als dies bei anderen Lappentauchern der Fall ist. Sie tauchen häufig, tauchen gelegentlich aber auch nur den Kopf und den Hals ins Wasser ein, picken Nahrung von der Wasseroberfläche oder lauern Insekten auf Schwimmpflanzen auf. Beim Tauchen springen sie etwas nach vorne, Tauchgänge währen gewöhnlich zwischen 8 und 22 Sekunden. Zwischen den einzelnen Tauchgängen legen sie Pausen von 7 oder 8 Sekunden ein. Kleine Beutetiere werden gewöhnlich unter der Wasseroberfläche verschluckt. Fangen sie Fische mit einer Körpergröße von mehr als drei Zentimeter, tauchen sie auf und fressen die Fische erst dann. Ihre Jagdmethoden bedingen, dass sie überwiegend einzeln jagen. Wo sich aber viele Insekten versammeln, sind häufig mehrere Australische Zwergtaucher versammelt.
Australische Zwergtaucher suchen ausschließlich während des Tages nach Nahrung und beginnen mit der Nahrungssuche frühesten eine halbe Stunde nach Sonnenaufgang.

## Fortpflanzung

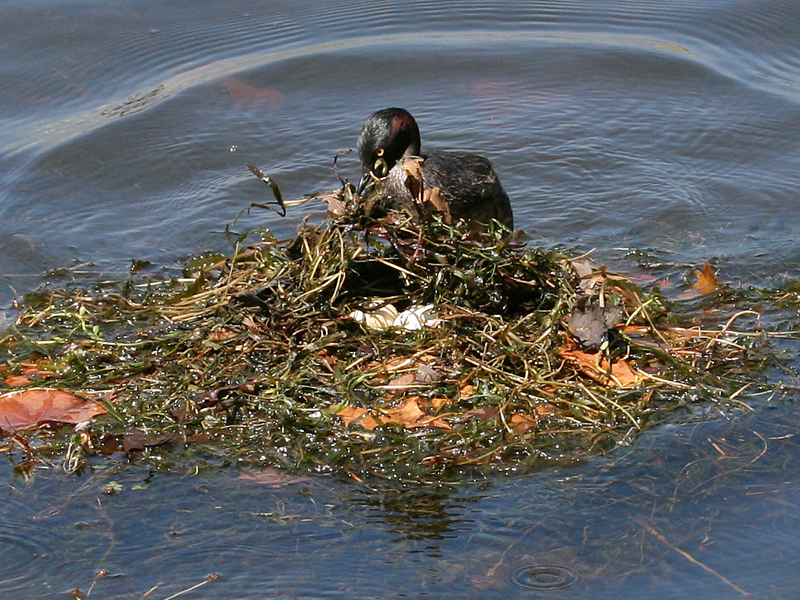
Australischer Zwergtaucher, der sein Nest bedeckt

Zwergtaucher sind monogam, die Paarbindung ist noch nicht abschließend untersucht, es weist aber vieles darauf hin, dass sie ein ähnliches Verhalten haben wie der in Eurasien verbreitete Zwergtaucher. Die Paarbindung wird in der Regel für mindestens einen Fortpflanzungszyklus aufrechterhalten. Einzelne Paare bleiben aber auch für mehrere Fortpflanzungsperioden zusammen und auf kleineren, permanent bestehenden Gewässern kann die Paarbindung so lange anhalten, bis einer der beiden Partner stirbt.
Während der Fortpflanzungszeit verteidigt ein Paar jeweils ein kleines Brutrevier. Gewöhnlich haben diese Reviere eine Größe zwischen 1000 und 2000 Quadratmetern. Dabei kann es sich um einen kleineren Teich, aber auch um einen Uferbereich eines größeren Gewässers handeln. In großen Feuchtgebieten können sich jedoch auch lockere Kolonien bilden. Außerhalb der Fortpflanzungszeit sind Australische Zwergtaucher häufig in kleineren Trupps von zwei bis sieben Vögeln zu beobachten. Dabei kann es sich um Familiengruppen handeln. Gelegentlich versammeln sich aber auch hunderte von Tieren in losen Schwärmen.
Die Fortpflanzungszeit ist abhängig vom jeweiligen Verbreitungsgebiet. Häufig werden zwei bis drei Bruten in einem Jahr groß gezogen. Das Gelege besteht aus bis zu neun Eiern. Bei so großen Gelegen ist jedoch nie auszuschließen, dass ein Nest von zwei Weibchen als Eiablageplatz genutzt wurde. Gelege, die von nur einem Weibchen stammen, enthalten durchschnittlich 4,1 Eier. Die Brutzeit beträgt 23 Tage. Die Jungvögel sind gewöhnlich 50 bis 60 Tage nach dem Schlupf selbständig. Zur Reproduktionsrate liegen für den Australischen Zwergtaucher keine Daten vor. Vermutlich ist der Bruterfolg jedoch gering. Mortalitätsursachen sind neben der Nachstellung durch Fressfeinde schwankender Wasserstand und ungünstiges Wetter.

## Belege
1. ↑   Fjeldså, S. 151
2. ↑  The Clements Checklist of Birds of the World, August 2017
3. 1 2   Factsheet auf BirdLife International
4. 1 2 3   Higgins, S. 92
5. ↑   Fjeldså, S. 150
6. ↑   Higgins, S. 93
7. 1 2 3   Higgins, S. 94
8. ↑  Fjeldså, S. 152
9. ↑   Higgins, S. 95
10. 1 2   Higgins, S. 96
11. ↑   Fjeldså, S. 153
12. ↑   Higgins, S. 98